# Alibi (film fra 1929)
Alibi er en amerikansk kriminalfilm fra 1929, instrueret af Roland West. Manuskriptet blev skrevet af West og C. Gardner Sullivan og var en filmatisering af broadway-skuespillet Nightstick skrevet af Elaine Sterne Carrington, J.C. Nugent, Elliott Nugent og John Wray. 
Filmen er en krimi-melodrama og har Chester Morris, Harry Stubbs og Mae Busch på rollelisten. Instruktøren eksperimenterede meget med lyd, musik og kameravinkler.
Filmen blev nomineret til tre Oscar: Oscar for bedste film, Oscar for bedste mandlige hovedrolle (Chester Morris) og Oscar for bedste scenografi (William Cameron Menzies).